# Turn your radio on
Turn your radio on is de vijfde single van de Arnhemse band Long Tall Ernie and the Shakers. Het is een rechttoe-rechtaan rock-'n-rollnummer, geschreven door zanger Arnie Treffers. De sfeer en opbouw van het nummer lijken op die van voorgaande single You should have seen me (rock 'n' rollin')

## Achtergrond
Turn your radio on was een van de eerste echte hits voor de band. In 1973 kregen Long Tall Ernie & The Shakers zoveel succes, dat de andere band met dezelfde bandleden, Moan, werd opgeheven. Turn your radio on bereikte nummer 12 in de Daverende 30 op 14 juli 1973 en nummer 17 in Veronica's Top 40 op 21 juli 1973. 
Turn your radio on stond niet op het 1973-album It's a monster. De B-kant Goodbye Johnny stond wel op dit album. Het in 1974 alleen in Duitsland uitgebrachte dubbelalbum Shubiduda shubi-du-dad! bevatte Turn your radio on wel, als openingstrack.

## Covers
De Franse zangeres Sheila (alias van Anny Chancel) bracht in 1974 een cover uit getiteld Allume ta radio, als B-kant van haar single Le couple.

## Hitnotering

### Nederlandse Top 40
| Positie: | 28 | 19 | 17 | 27 | 36 | uit |